# Сорокуш-малюк чорноволий
Сороку́ш-малюк чорноволий (Thamnophilus melanonotus) — вид горобцеподібних птахів родини сорокушових (Thamnophilidae). Мешкає в Колумбії і Венесуелі.

## Опис

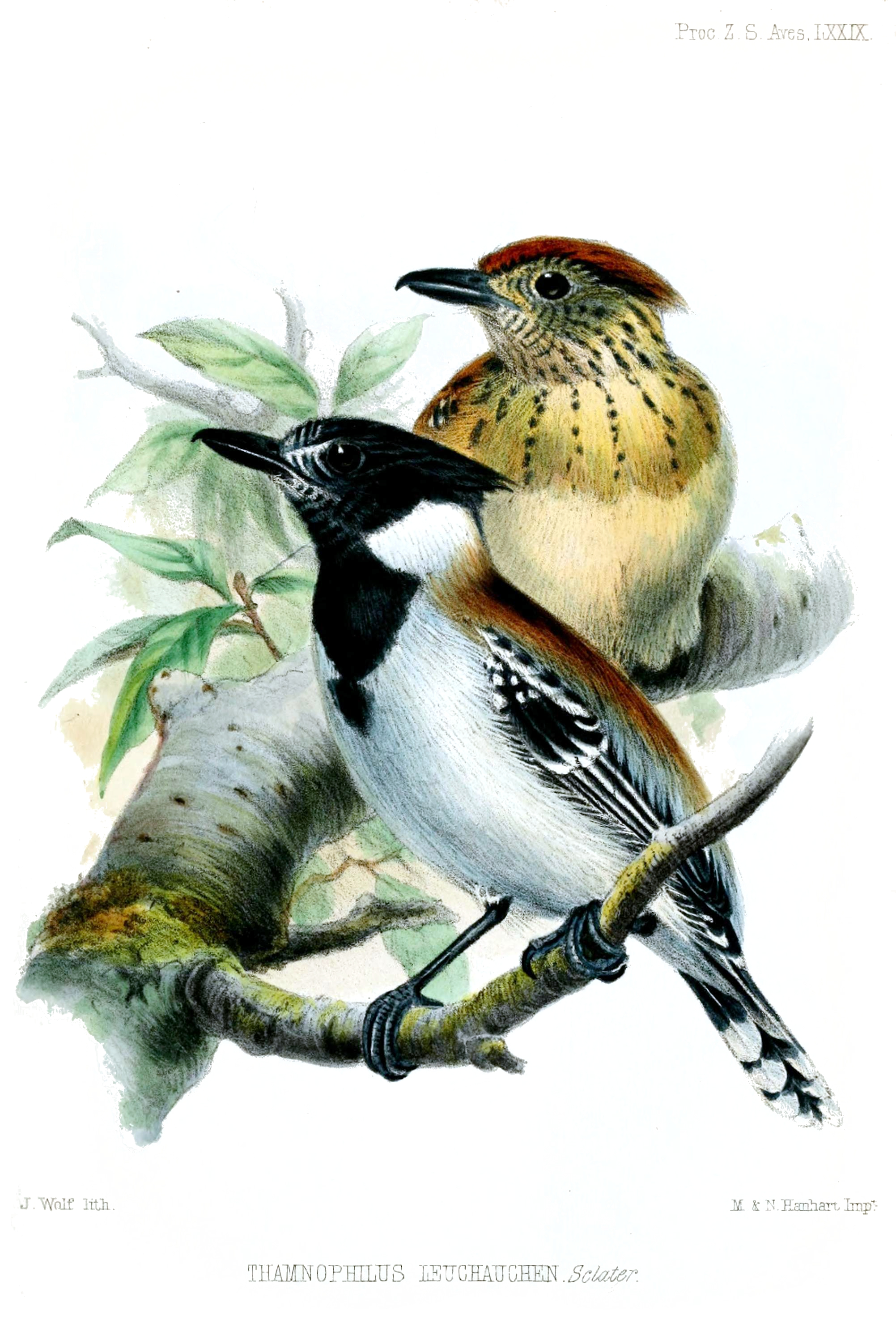
Пара чорноволих сорокушів-малюків

Довжина птаха становить 15-16 см. Виду притаманний статевий диморфізм. Голова самця чорна, верхня частина тіла чорна або темно-коричнева, поцяткована білими смугами. Нижня частина тіла біла. Самиця має темно-коричневе тім'я, верхня частина тіла коричнева, крила смугасті, коричнево-білі. Хвіст рудувато-коричневий з білими кінчиками та краями, нижня частина тіла жовтувато-коричнева.

## Таксономія
Раніше чорноволого сорокуша-малюка відносили до роду Сорокуш-малюк (Sakesphorus), однак за розультатами молекулярно-філогенетичного дослідження був переведений до роду Сорокуш (Thamnophilus).

## Поширення і екологія
Чорноволі сорокуші-малюки живуть в густому підліску сухих тропічних лісах і чагарникових заростях на висоті до 1300 м над рівнем моря. Вони віддають перевагу вологішим місцям, ніж північні сорокуші-малюки (Sakesphorus canadensis).

## Поведінка
Харчуються комахами та іншими безхребетними. Сезон розмноження триває з березня по липень. В кладці 2 білих яйця з темними плямками.